# Pint

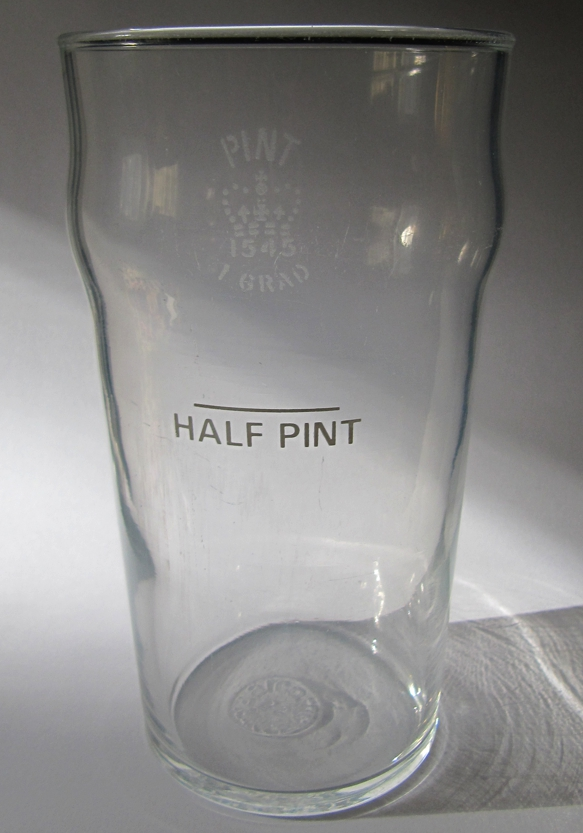
Pahar pint tradițional „№ 1545” din Warwickshire

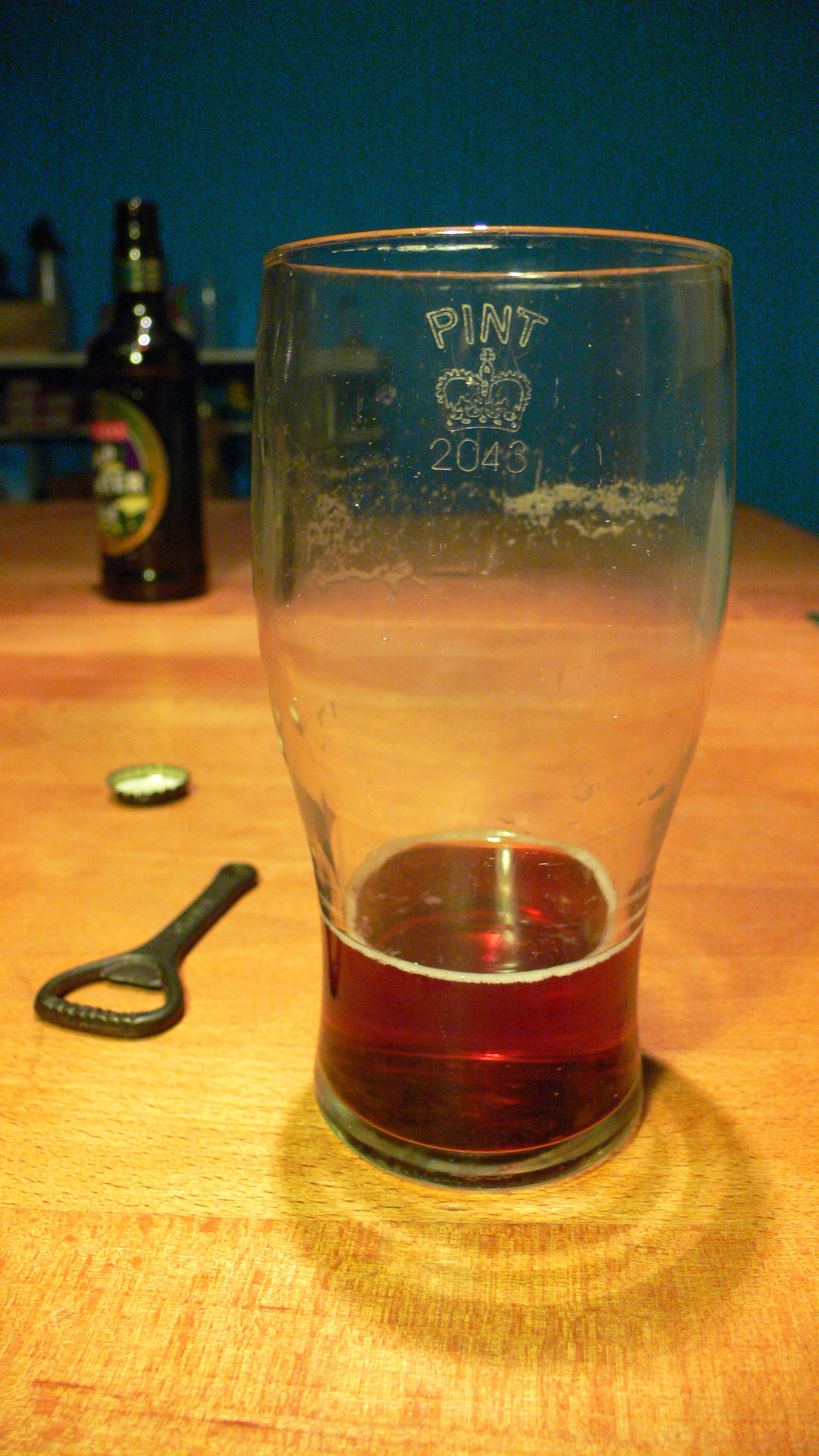
Pahar pint modern din sticlă, „№ 2043”, se referă la Verrerie Cristallerie D’Arques, producător J G Durand & CIE

Pint (['pɑɪnt] (audioⓘ) este o veche unitate de măsură, atât pentru lichide cât și, mai ales în spațiul anglo-saxon, pentru cantități uscate. Un pint în SUA este echivalent cu 0.4732 litri, un pint în Marea Britanie este 0.5683 litri.

## Unități și măsurători
Simbolul unității (neoficial): Imp. pt., US dry pt., US liq. pt.
- 1 Imp. pt. (UK) = 4 gil = 34,67743125 inch³ = 568,26128524935 cm³ (ml)
1 Imp. galon = 8 Imp. pt.
- 1 US liq. pt. = 4 liq. gil = 28,875 inch³ = 473,176473 cm³
1 US galon = 8 US pt.
- 1 US dry pt. = 33,6003125 inch³ = 550,6104713575 cm³
1 bushel = 8 corn galon = 64 US dry pt.
- 20.000 Imp. pt. = 24019 US liq. pt.
1 Imp. pt. = 1,20095 US liq. pt.
- 5.376.050 Imp. pt. = 5548389 US dry pt.
1 Imp. pt. ≈ 1,032057 US dry pt.
- 92.400 US dry pt. = 107.521 US liq. pt.
1 dry pt. ≈ 1,163647 US liq. pt.
- 1 metric pint = 2 metric cup = 500 cm³ = 0,5 litru

Pintul scoțian a avut valoari diferite:
- 1 pint = 82,25 in³ parizian = 1,6303 litri[1]

Pintul francez a variat între regiuni:
- Paris: 1 pint (simplu) = 46,05 in³ parizian
  - Paris pentru lapte 1 pint = 92,1 in³ parizian (după Revoluție de 1,5 ori pint (simplu))
- Saint-Denis: 1 pint = 73,875 in³ parizian
- Saint-Maur: 1 pint = 84 in³ parizian
- Laugey (?): 1 pint = 69,535 in³ parizian